# Briarres-sur-Essonne
Briarres-sur-Essonne település Franciaországban, Loiret megyében. Lakosainak száma 526 fő (2022. január 1.). Briarres-sur-Essonne Aulnay-la-Rivière, Dimancheville, Ondreville-sur-Essonne, Orville, Puiseaux és Le Malesherbois községekkel határos.

## Népesség
A település népességének változása:
| Lakosok száma | 267  | 294  | 491  | 579  | 507  | 531  | 544  | 546  | 540  | 526  |
|               | 1968 | 1982 | 1990 | 2006 | 2013 | 2015 | 2017 | 2019 | 2020 | 2022 |